# Thaumatomyia brasiliensis
Thaumatomyia brasiliensis är en tvåvingeart som först beskrevs av Walker 1853.  Thaumatomyia brasiliensis ingår i släktet Thaumatomyia och familjen fritflugor. Inga underarter finns listade i Catalogue of Life.